# Centrochelys vulcanica
Espèce
Geochelone vulcanica ou tortue géante de Grande Canarie est une espèce éteinte de tortues de la famille des Testudinidae.

## Répartition
Cette espèce était endémique  de la Grande Canarie aux îles Canaries.
Geochelone vulcanica est l'une des deux espèces décrites de tortues géantes qui ont habité les îles Canaries au Pléistocène supérieur. L'autre espèce, Geochelone burchardi, était présente sur l'île de Tenerife,. Les ancêtres de ces deux espèces de tortues géantes auraient atteint les îles Canaries en provenance d'Afrique du Nord.

## Description
Possédant une carapace de 61 cm, G. vulcania était légèrement plus petite que G. burchardi dont la carapace mesurait environ de 65 à 94 cm.

## Publication originale
- López-Jurado & Mateo, 1993 : A new giant land tortoise from the Pliocene of Gran Canaria (Canary Islands). Revista Española de Herpetología, vol. 7, p. 107-111.